# Lavans-lès-Saint-Claude (comuna suprimida)
Lavans-lès-Saint-Claude era una comuna francesa situada en el departamento de Jura, de la región de Borgoña-Franco Condado, que el uno de enero de 2016 fue suprimida al fusionarse con la comuna de Ponthoux, y formar la comuna nueva de Lavans-lès-Saint-Claude.

## Demografía
| Gráfica de evolución demográfica de Lavans-lès-Saint-Claude entre 1800 y 2013 |
|                                                                               |

Los datos demográficos contemplados en este gráfico de la comuna de Lavans-lès-Saint-Claude se han cogido de 1800 a 1999 de la página francesa EHESS/Cassini, y los demás datos de la página del INSEE.